# ادوارد کنفور-دوماس
ادوارد کنفور-دوماس (انگلیسی: Edward Canfor-Dumas؛ زادهٔ ۱۹۵۷ میلادی) رمان‌نویس و فیلم‌نامه‌نویس اهل انگلستان است.
از فیلم‌هایی که وی در آن‌ها نقش داشته‌است، می‌توان به پمپئی: واپسین روز اشاره نمود که بابت آن نامزد دریافت جایزهٔ آکادمی هنرهای فیلم و تلویزیون بریتانیا شد.